# Roller Hockey Club Les Apaches de Tours
 (février 2019).
Si vous disposez d'ouvrages ou d'articles de référence ou si vous connaissez des sites web de qualité traitant du thème abordé ici, merci de compléter l'article en donnant les références utiles à sa vérifiabilité et en les liant à la section « Notes et références ».
Le Roller Hockey Club Les Apaches de Tours est un club de roller in line hockey français, basé à Tours et évoluant en Nationale 1 (2e niveau national).

## Historique
- 1993 : Création du club, sous le nom de l'AS Fondettes roller.
- 1994 : Rattachement au Tours étudiants club (TEC).
- 1999 : Le club dépasse la barre des 100 licenciés
- 2000 : Changement de nom pour le roller hockey club (RHC) : les Apaches de Tours
- 2001 : Champion de France nationale 2
- 2004 : L'équipe première finit la saison 2003/2004 sur le podium du championnat élite.
- 2007 et 2008 : Labellisé[réf. nécessaire] par la Fédération française de roller-skating
- 2008 : Départ de l'entraineur emblématique des Apaches : Guilhem Bruel vers le club des Artzak d'Anglet, embauche du non moins emblématique François Gleize : ancien capitaine de l'ASG Tours (Hockey sur glace). (à déplacer dans une section dirigeants ou entraineurs)
- 2009 : L'équipe première descend d'une division et se retrouve en Nationale 1 (poule A) pour la saison 2009-2010
- 2010 : Labellisé à l'AG de la FFRS pour l'année 2010.

## Palmarès

### Hockey majeur
- Championnat de France élite :
  - Troisième : 2004

- Championnat de France de nationale 1 (1) :
  - Troisième: 2014
  - Vice-champion: 2010

- Championnat de France de nationale 2 (1) :
  - Champion : 2001
- Championnat de France e nationale 3 :
  - Champion : 2018

- Championnat de France de nationale 4  :
  - Vice-Champion : 2013

### Hockey mineur
- Championnat de France poussins :
  - Vice-champion : 2005
- Championnat de France benjamin :
  - Cinquième : 2015

## Effectif de l'équipe Nationale 1 - 2018/2019
| No | Nom          | Prénom    | Poste     |
| -- | ------------ | --------- | --------- |
| 91 | PASQUIER     | Sébastien | Gardien   |
| 22 | LE RUDULIER  | Théo      | Gardien   |
| 28 | DUBUS        | Aurélien  | Défenseur |
| 4  | MOREAU       | Damien    | Défenseur |
| 8  | AUFRERE      | Alexandre | Défenseur |
| 9  | ORHESSER     | Dimitri   | Défenseur |
| 15 | ROUXEL       | Thomas    | Défenseur |
| 16 | KORCIK       | Jimmy     | Défenseur |
| 14 | HAM-PASQUIER | Lambert   | Attaquant |
| 29 | GODANO       | Marius    | Attaquant |
| 77 | KEITA        | Boukary   | Attaquant |
| 21 | BIRELOZE     | Benjamin  | Attaquant |
| 6  | FAYAULT      | Paul      | Attaquant |
| 53 | RAVE         | William   | Attaquant |

## Bureau
- Président : François Pasquier
- Vices-Présidents : Thierry Dubus
- Trésorière : Murielle Delaporte
- Secrétaire : Stéphanie Godano

## Terrain
Il est de type STILMAT, utilisé dans les compétitions internationales et d'une dimension de 20X40 m.